# 태대형
태대형(太大兄)은 고구려의 관등으로 막하하라지(莫何何羅支)라고도 부른다.
위두대형이나 대형 등과 함께 연장자 또는 족장적인 성격을 지닌 '형'(兄)에서 파생되어 나온 것이다. 고구려 후기의 관등 가운데 제2위에 해당한다.

## 같이 보기
- 고구려의 관직

## 참고 문헌
1. ↑  한원 太大兄 比正二品 一名莫何何羅支.